# پوجیریدنتی
پوجیریدنتی (به ایتالیایی: Poggiridenti) یک کومونه در ایتالیا است که در استان سوندریو واقع شده‌است.

## خصوصیات
پوجیریدنتی ۲٫۹ کیلومترمربع مساحت و ۱٬۸۹۵ نفر جمعیت دارد و ۵۶۴ متر بالاتر از سطح دریا واقع شده‌است.